# Municipalità locale di Kannaland
Kannaland è una municipalità locale (in inglese Kannaland Local Municipality) appartenente alla municipalità distrettuale di Eden  della  provincia del Capo Occidentale in Sudafrica. 
In base al censimento del 2001 la sua popolazione è di 23.971 abitanti.
La sede amministrativa e legislativa è la città di Ladismith e il suo territorio si estende su una superficie di 4.758 km² ed è suddiviso in 5 circoscrizioni elettorali (wards). Il suo codice di distretto è WC041.

## Geografia fisica

### Confini
La municipalità locale di Kannaland confina a nord con quelle di Laingsburg e Prince Albert (Central Karoo), a est con quella di Oudtshoorn, a sud con quella di Hessequa e a ovest con il District Management Areas WCDMA02.

### Città e comuni
- Amaliënstein

- Bleshoek
- Calitzdorp
- Groenfontein
- Hondewater
- Kareevlakte
- Kruisrivier
- Ladismith
- Matjiesvlei
- Oosgam
- Plathuis
- Swartberg State Forest
- Towerkop State Forest
- Vanwyksdorp
- Zoar

### Fiumi
- Brand
- Brak
- Buffels
- Derde
- Doring
- Gamka
- Groot
- Olifants
- Prins
- Touws

### Dighe
- Calitzdorp Dam
- Miertjieskraal Dam
- Prinsrivier Dam